# Palazzo Bonaguro
Palazzo Bonaguro è un edificio storico del XV secolo situato vicino al Ponte vecchio nel quartiere di Angarano a Bassano del Grappa, nella provincia di Vicenza nel Veneto. È una delle quattro sedi dei musei civici di Bassano.

## Storia
L'edificio ha avuto origine nel XV secolo ed è appartenuto alla famiglia veneziana dei Veggia fino agli inizi del XVII secolo.
Il palazzo era articolato in un complesso padronale dotato di colombara (colombaia) e protetto da un muro di cinta. 
Gli antichi proprietari costruirono inoltre uno scenografico giardino ricco di statue allegoriche, percorsi prospettici, fontane, secondo il gusto cinquecentesco che conferirono al podere una veste monumentale. La proprietà era situata in terre coltivate a vigneti e frumento ben rappresentato nelle statue.
All'abbellimento del palazzo, in virtù dei gusti e delle disposizioni delle varie famiglie che l'hanno posseduto dal XVII al XX secolo hanno contribuito i Querini, i Correr, gli Albertoni e i Giaconi Bonaguro.
Dal 1969 appartiene al Comune di Bassano che lo utilizza in occasione di mostre o altri eventi culturali.

## Descrizione
All'interno del palazzo, imponente e di struttura simmetrica, sono disposti grandi saloni centrali sovrapposti, raccordati con scale e circondati da circuiti di stanze, mentre nella parte interrata vi sono cantine con volte in laterizio.
Alcuni elementi decorativi appartengono alla tradizione locale bassanese, come le cordonature delle finestre dai profili arcuati, le fasce in cocciopesto e le serliane del piano nobile, mentre altri elementi sono riconducibili alla tradizione veneziana, come la grande scala con i portali di accesso alla stessa, alcuni elementi della facciata nord, le statue dell'esedra e l'edicola – fontana.
Fin dalle origini, l'interno, dell'edificio era ampiamente affrescato, con incrementi decorativi avvenuti nel Cinquecento, testimoniati dalla raffigurazione di un banchetto di dame e gentiluomini, secondo il celebre tema proposto in quell'epoca da Paolo Veronese.
Di epoca più recente, riconducibile all'Ottocento, si può ammirare il decoro a soffitto in una stanza del secondo piano raffigurante medaglioni con teste maschili e femminili.